# 松崎 (福岡市)
松崎（まつざき、ローマ字表記: Matsuzaki）は、福岡県福岡市東区にある地名。現行の行政地名は松崎一丁目から四丁目まで（住居表示実施済）。面積は95.95ヘクタール。2024年9月末現在の人口は6,198人。郵便番号は813-0035。

## 地理
福岡市の都心とされる中央区天神の北東約6.5キロメートル、東区の多々良川河口附近に位置する低地及び丘陵地である。北東で水谷（）及び若宮（）と、南東で多々良（）と、南で多々良川を介して多の津（）と、南南西で多々良川を介して松島（）と、西北西で名島（）及び千早（）と隣接している。概ね住宅地で、国道3号のバイパスである博多バイパスが町内を南北に走っている。

### 河川
町域の南南西には次の河川が流れている。
- 多々良川（多々良川水系の本川、二級河川）

### 都市計画等
都市計画に関しては、「福岡市都市計画マスタープラン」において定められた方針については次のとおりである。松崎と都市の拠点との関係では、「都心部」に次ぐ「東部広域拠点」の南側外縁部に位置する。交通ネットワークに関しては、都市の骨格となる博多バイパスの沿道や幹線道路である福岡市道千早土井線の沿道は、商業、業務、サービス施設や中高層住宅などが連続した「都市軸」や「沿道軸」に位置付けられている。環境資源に関しては、多々良川の河川沿いが散策・憩いの場となるとともに、緑と広がりのある景観が連続したゆとりと潤いのある水辺空間として「河川緑地軸」に位置付けられている。土地利用については、松崎二丁目の南東部及び四丁目の北東部が、大規模な住宅団地なと中層住宅や高層住宅で形成される「中高層住宅ゾーン」に位置付けられ、住環境の保全・形成や大規模団地の老朽化に対する対応などがまちづくりの視点とされている。上記を除く松崎二丁目から四丁目までが、戸建住宅などの低層住宅が大部分を占めるが、一部中層住宅などが立地する「低中層住宅ゾーン」と位置付けられており、良好な住環境の保全・形成、緑化の推進、低層住宅と中層住宅の調和などがまちづくりの視点とされている。松崎一丁目が、戸建住宅などの低層住宅を主とする「低層住宅ゾーン」に位置付けられ、良好な住環境の保全などがまちづくりの視点とされている。用途地域については次のとおりである。博多バイパス及び福岡市道千早土井線の道路境界線から概ね50メートルの範囲は第二種住居地域に、上記を除く松崎二丁目の全て及び松崎三丁目の南側が第二種中高層住居専用地域に、上記を除く松崎三丁目及び松崎四丁目が第一種中高層住居専用地域に、上記を除く松崎一丁目が第一種低層住居専用地域に指定されている。
風致地区については、松崎一丁目の一部が次の地区に含まれており、建築物の建築、宅地の造成、木竹の伐採その他の行為について、都市の風致を維持するための規制がかけられている。
- 「松崎地区」[注釈 3]

また、都市緑地法に基づく規制については、次の特別緑地保全地区が指定されており、建築物の建築等の行為について制限がかけられている。
- 「松崎特別緑地保全地区」[注釈 4]
- 「松崎正水特別緑地保全地区」[注釈 5]

## 語源
松崎の語源は真洲（）・崎（）。原義は砂洲の広がるところ。『和名類聚抄』では沙をマスと読ませている。マスサキが訛ったマッサキを語音に佳字の松崎を当てたためマツザキと読まれるようになったという。

## 人口
松崎一丁目から四丁目までについて人口の推移を福岡市の住民基本台帳（公称町別）に基づき示す（単位：人）。集計時点は各年9月末現在である。
- 2001年（平成13年）：4,726
- 2002年（平成14年）：4,848
- 2003年（平成15年）：4,870
- 2004年（平成16年）：5,068
- 2005年（平成17年）：5,142
- 2006年（平成18年）：5,099
- 2007年（平成19年）：5,112
- 2008年（平成20年）：5,646
- 2009年（平成21年）：5,736
- 2010年（平成22年）：5,877
- 2011年（平成23年）：5,877
- 2012年（平成24年）：5,957
- 2013年（平成25年）：5,983
- 2014年（平成26年）：6,065
- 2015年（平成27年）：6,049
- 2016年（平成28年）：6,119
- 2017年（平成29年）：6,134
- 2018年（平成30年）：6,088
- 2019年（令和元年）：6,061
- 2020年（令和2年）：6,057
- 2021年（令和3年）：6,134
- 2022年（令和4年）：6,194
- 2023年（令和5年）：6,203
- 2024年（令和6年）：6,198

## 交通

### 道路
主な幹線道路は次の通り。

#### 国道
- 博多バイパス（国道3号のバイパス）

国道の写真
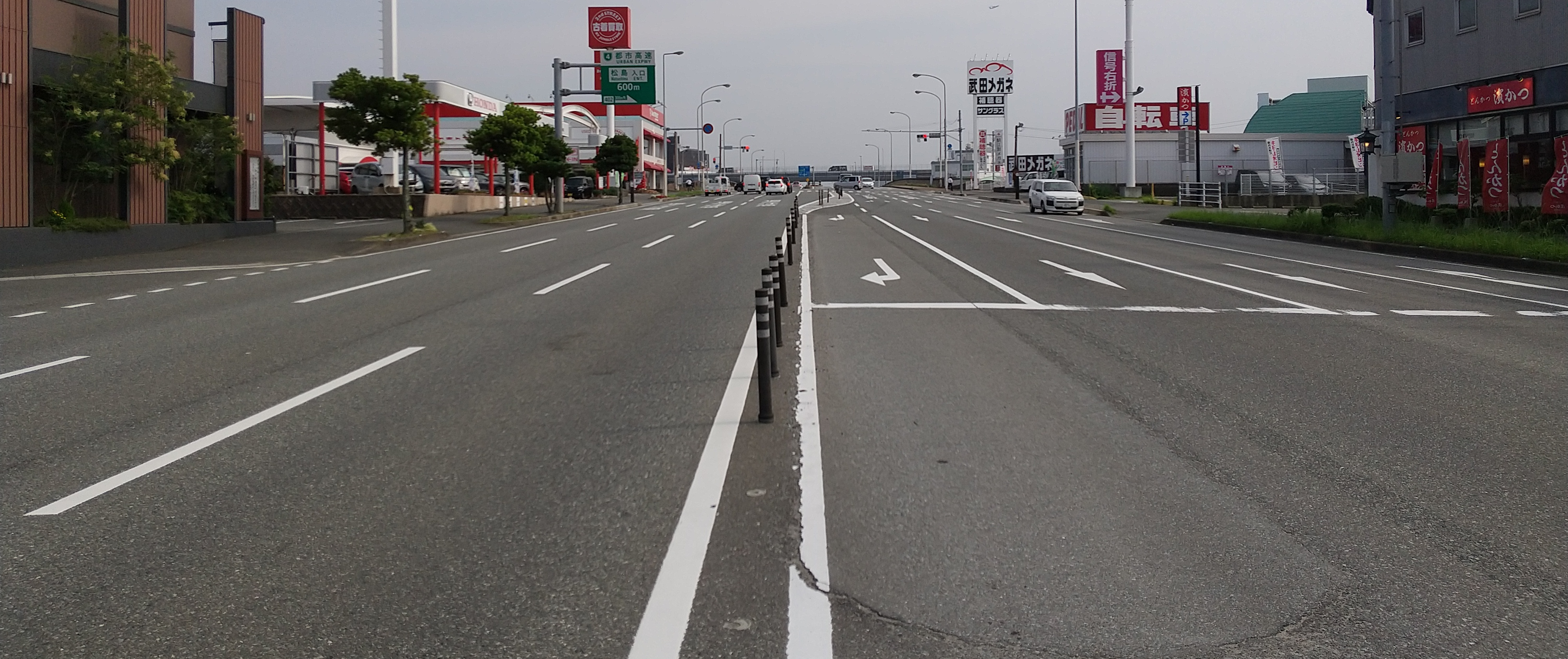
博多バイパス、真州崎橋北交差点より南の眺望
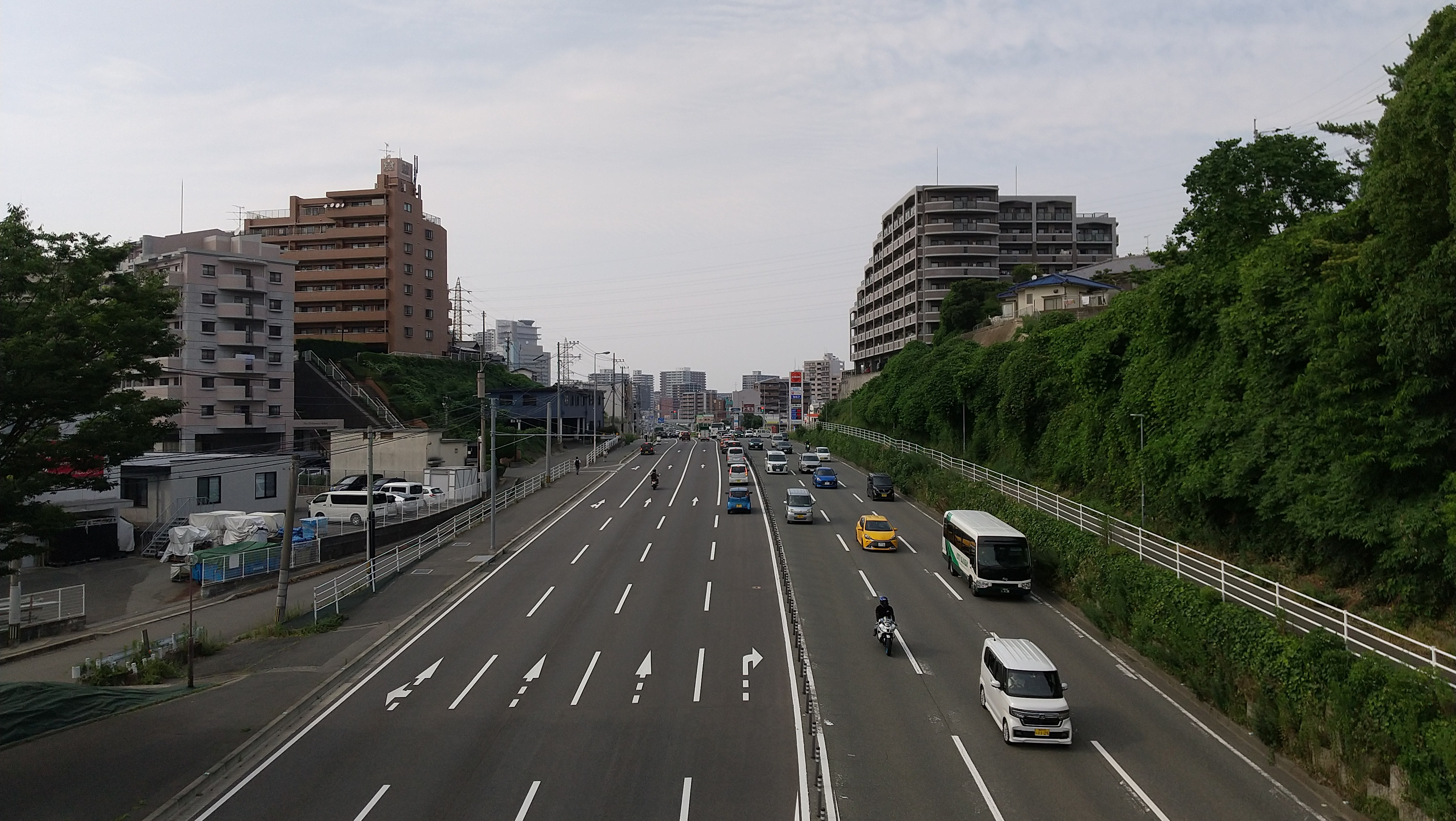
博多バイパス、松崎横断歩道橋より北

#### 県道
- 福岡県道504号町川原福岡線（一部の区間が博多バイパスとの重複区間）
- 福岡県道549号多田羅名島線

#### 市道
市道のうち主な幹線道路は次の通り。
- 福岡市道千早土井線（幹線一級市町村道）
- 福岡市道松崎吉塚線（幹線一級市町村道）
- 福岡市道松崎千早線（幹線二級市町村道、千早土井線と重複）
- 福岡市道香椎若宮線（幹線二級市町村道）
- 福岡市道松崎松島線（幹線二級市町村道）
- 福岡市道松崎名島1号線（幹線二級市町村道）
- 福岡市道松崎名島2号線（幹線二級市町村道）

### 鉄道
鉄道については、町内に鉄道駅はないが、北方の千早四丁目に九州旅客鉄道（JR九州）の鹿児島本線及び西日本鉄道（西鉄）の貝塚線が通っており、最寄りの駅は次のとおりである。
- 千早駅（JR九州及び西鉄の一体、距離は道程で約0.3～2.5キロメートル）
- 名島駅（西鉄、距離は道程で約0.7～2.3キロメートル）

### バス
バスについては、西日本鉄道株式会社が運営する西鉄バスが運行しており、次の停留所がある。
- 博多バイパス沿い：若宮五丁目、火の見下
- 多田羅名島線沿い：松崎

## 施設

### 公共公益施設

公共公益施設の写真
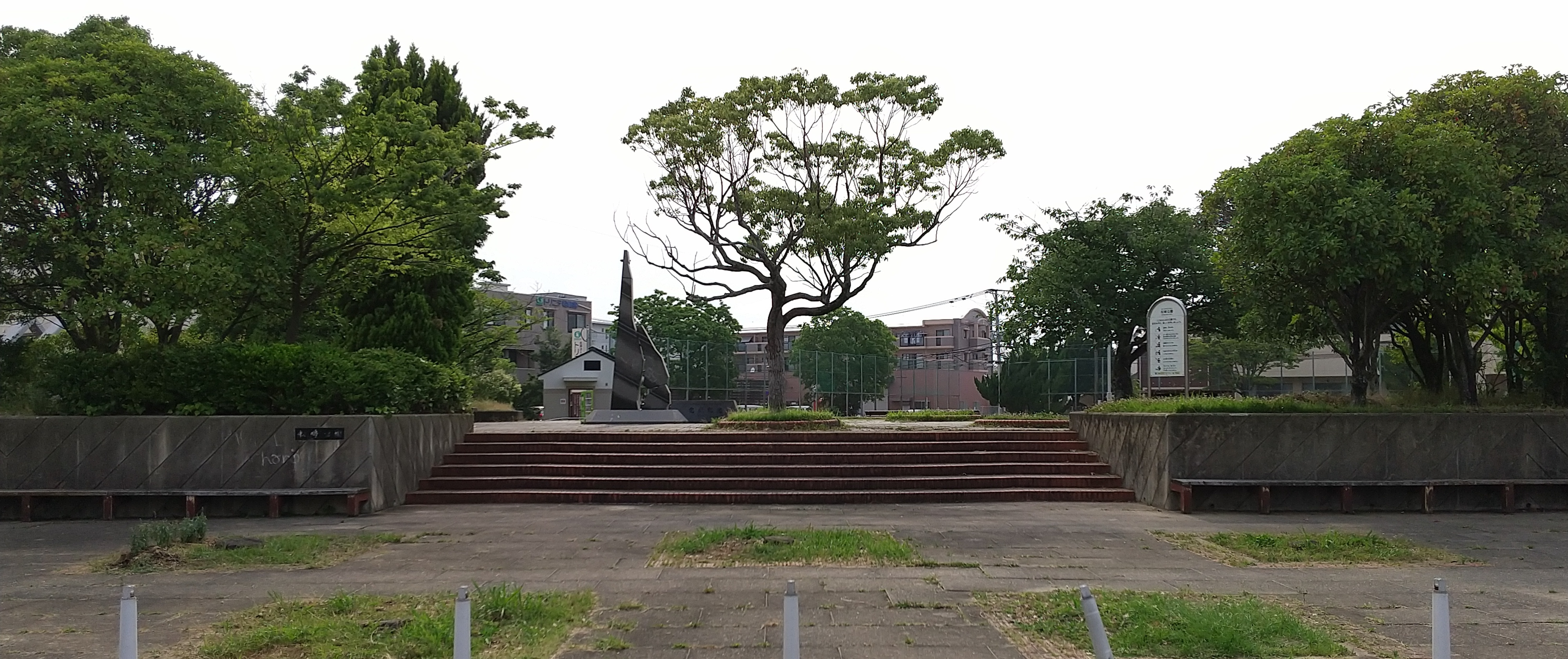
松崎緑地[注釈 6]
- 若宮1号緑地[注釈 7]
- 多々良川緑地[注釈 8]
- 松崎南公園[注釈 9]
- 松崎公園[注釈 10]
- 松崎西公園[注釈 11]
- 松崎中公園[注釈 12]
- 松崎北公園[注釈 13]
- 松崎1号公園[注釈 14]
- 松崎2号公園[注釈 15]
- 松崎3号公園[注釈 16]
- 松崎4号公園[注釈 17]
- 松崎5号公園[注釈 18]
- 松崎台公園[注釈 19]
- 福岡松崎郵便局[注釈 20]
- 福岡市東部農業協同組合松崎支店[注釈 21]

- 公共公益施設の写真
- 松崎公園

### 教育施設
公立の小・中学校については次の通り。

#### 公立小学校
町内に公立の小学校は存在しないが、校区については次のとおり。
- 福岡市立名島小学校（所在地：813-0043名島五丁目5番1号）

#### 公立中学校
- 福岡市立松崎中学校（所在地：813-0035松崎一丁目52番1号）

教育施設の写真
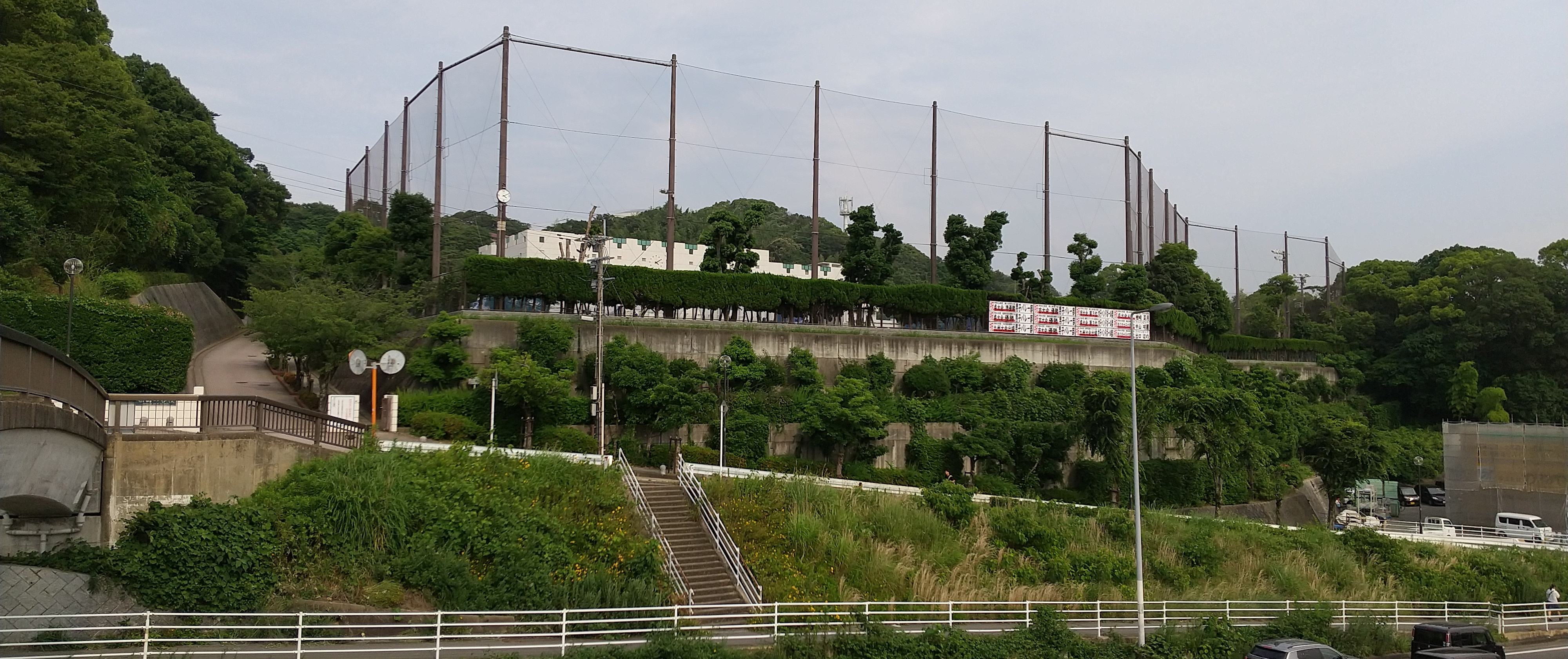
松崎中学校

## 名所・旧跡
- 松崎神社[注釈 22]
- 蓮華坂（旧唐津街道）
- 今屋敷道（旧唐津街道）
- わくろ石（立帰りの神）[注釈 23]

名所・旧跡の写真
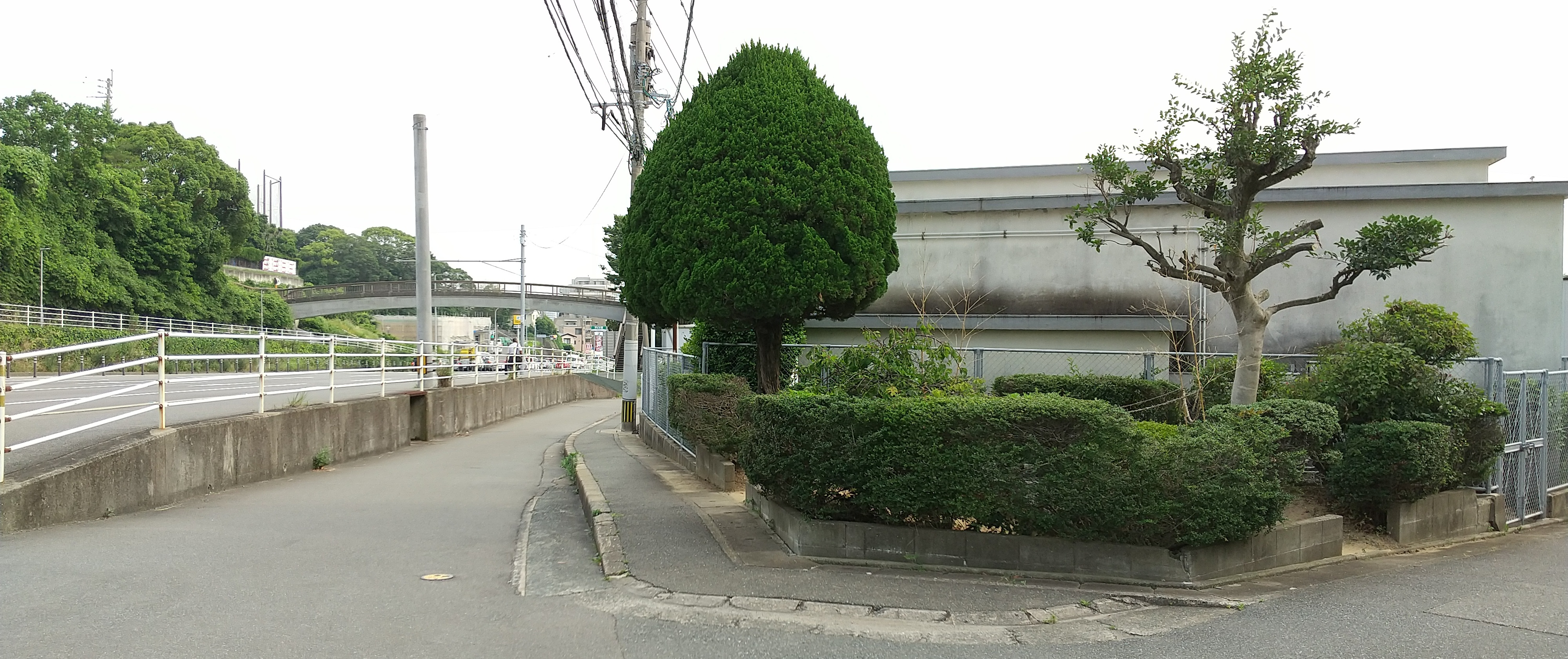
蓮華坂
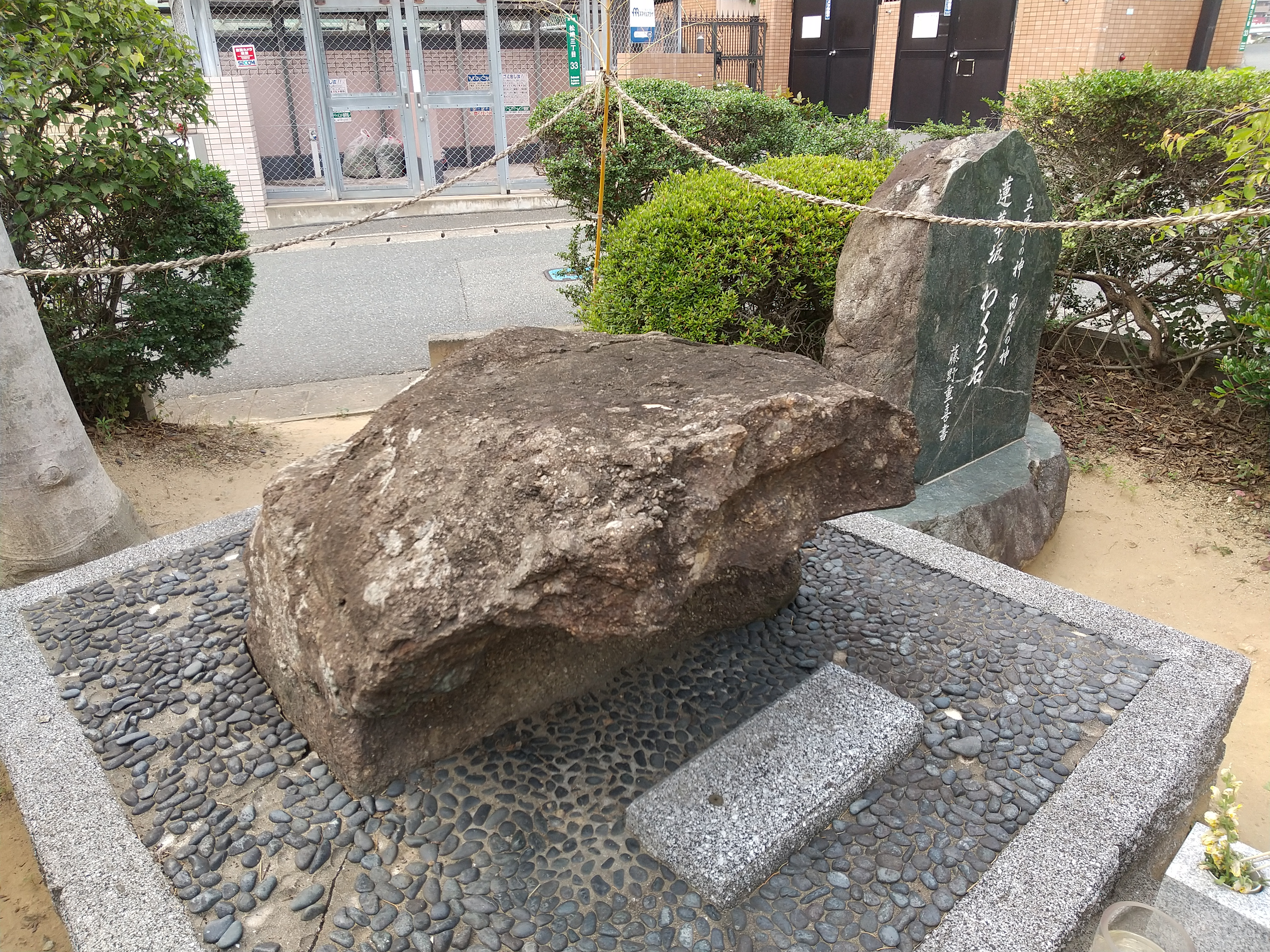
わくろ石